# Quem-quaeritis-Tropus

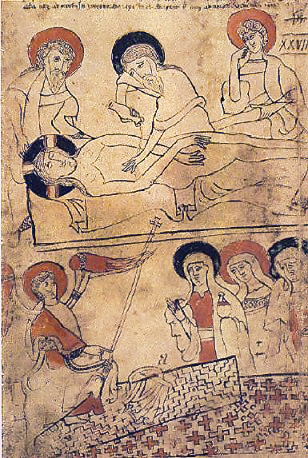
Die Marien am leeren Grab (unten). Darstellung vom Ende des 12. Jahrhunderts.

Der Quem-quaeritis-Tropus (auch Visitatio sepulchri: ‚Besuch des Grabs‘) ist ein dialogischer Text im Rahmen der mittelalterlichen Osterliturgie, ein Frage-Antwort-Spiel zwischen Engeln und trauernden Frauen (manchmal Marien genannt) am leeren Grab Christi. Vermutlich wurde er im klösterlichen Gottesdienst antiphonal gesungen, also durch eine Teilung der Singenden in zwei oder mehr Gruppen. Er gilt als Keimzelle des mittelalterlichen liturgischen Spiels.
Mit den Worten Quem quaeritis (lat.: ‚Wen sucht ihr?‘) beginnt ein neu gedichteter Zusatz (Tropus) zum Introitus der Ostermesse. Erstmals erscheint er in einem Manuskript des Klosters St. Gallen aus dem 10. Jahrhundert, breitet sich in den folgenden Jahren über ganz Europa aus und wird in späteren Versionen auch zu umfangreichen geistlichen Spielen, später zu Mysterienspielen in der städtischen Öffentlichkeit erweitert. Der Tropus kommt nicht ausschließlich in der Messfeier vor, sondern auch in der Matutin, einem Teil des klösterlichen Stundengebets. Im Johannesevangelium (18,4 bzw. 18,7) taucht die Frage im Kontext der Festnahme Jesu auf.

## Text
Interrogatio. Quem quaeritis in sepulchro, o Christicolae?

Responsio. Jesum Nazarenum crucifixum, o caelicolae.

Angeli. Non est hic. Surrexit, sicut praedixerat. Ite, nuntiate, quia surrexit de sepulchro.
Frage: Wen sucht ihr im Grab, ihr Anhängerinnen Christi?

Antwort: Jesus von Nazaret, den Gekreuzigten, ihr Himmelsboten.

Engel: Er ist nicht hier. Er ist auferstanden, wie er es vorausgesagt hat. Geht und verkündet, dass er aus dem Grab auferstanden ist.

## Liturgischer Kontext
Alles in christlicher Liturgie ist Vergegenwärtigung der Heilsereignisse im Heute der Gläubigen. Eine Überbetonung des Quem-queritis könnte den irrigen Eindruck erwecken, dass er der Anfang von dieser Vergegenwärtigung sei. Von größerer Bedeutung ist die Erhaltung von Regieanweisungen und Selbstreflexion.
In der Regularis Concordia der Benediktinermönche von Winchester um etwa 970 sind Regieanweisungen zum gesungenen Text erhalten. Sie zeigen, dass der Tropus tatsächlich in der Art eines kleinen geistlichen Spiels vorgetragen wurde. Drei Figuren lösen sich aus dem Chor der Mönche und gehen in Richtung Altar auf einen Engel zu, der ihnen die Botschaft von der Auferstehung Christi übermittelt. Anweisungen nennen das Kreuz Christi und sein Gewand.
Es gibt auch andere Tropus-Texte, etwa den nicht biblischen Hirtendialog mit Hebammen zu Weihnachten. Ein spanischer Tropus zu Maria Himmelfahrt ist aus dem 14. Jahrhundert erhalten.

## Rezeption
Im Laufe des 20. Jahrhunderts stieg der Quem-queritis zu großer Bedeutung auf, wurde aber von Forschern ab den 1980er Jahren relativiert. Karl Young gilt als Entdecker des Tropus für die Zwecke der Theaterwissenschaft, aber Young war mit der katholischen Liturgie weniger vertraut. Im Nachhall der Mysterientheologie des Odo Casel relativierte sich die ehemalige Alleinstellung des Tropus, als mehr und mehr Forschung zur Einsicht gelangten, dass Dialoge in der römischen Liturgie nicht selten sind, und dass alles in der christlichen Liturgie auf Vergegenwärtigung aus ist.